# まだ生きてるよ
「まだ生きてるよ」（まだいきてるよ）は1996年11月18日に発売された、槇原敬之の16枚目のシングル。発売元はwea JAPAN（ワーナーミュージック・ジャパン）。

## 解説
当時噂として流れていた「槇原敬之死亡説」を皮肉る意図で作られた楽曲。そのため、ジャケットがスポーツ新聞の見出し風になっている。MVにチャック・ウィルソンが出演。カップリング曲は表題曲のオリジナル・カラオケのみ収録された事から800円の低価格での発売。ちなみにカラオケ・ヴァージョンは、冒頭に歌謡教室の先生と生徒の会話が収録されている。
発売直前発売アルバム『UNDERWEAR』封入チラシに「緊急リリース」として本作発売予告が掲載。2番の歌詞に細川たかしの「心のこり」の一節「私バカよね　おバカさんよね」を転用。
本作が6年間所属したWEA JAPAN・ワーナーミュージック・ジャパンからの最後のシングル。
オリジナル・アルバムには未収録だが、『SMILING3 〜THE BEST OF NORIYUKI MAKIHARA〜』や『Completely Recorded』では新録音バック・トラックによるリミックス・ヴァージョン「'98 NEW VERSION」での収録。シングル・バージョンのアルバム収録は『10.Y.O. 〜THE ANNIVERSARY COLLECTION〜』のみ。

## 収録内容
| 全作詞・作曲・編曲: 槇原敬之。 |                                                      |          |            |      |
| #                              | タイトル                                             | 作詞     | 作曲・編曲 | 時間 |
| 1.                             | 「まだ生きてるよ」                                   | 槇原敬之 | 槇原敬之   | 4:06 |
| 2.                             | 「まだ生きてるよ」(オリジナル・カラオケ・歌謡教室編) | 槇原敬之 | 槇原敬之   | 4:37 |
| 合計時間:                      | 合計時間:                                            | 8:43     |            |      |